# 圆果化香树
圆果化香树（学名：Platycarya longipes），为胡桃科化香树属下的一个植物种。其种加词“Longipes”意为“长梗的”，“长柄的”。